# تحديد الهوية في معسكرات النازية

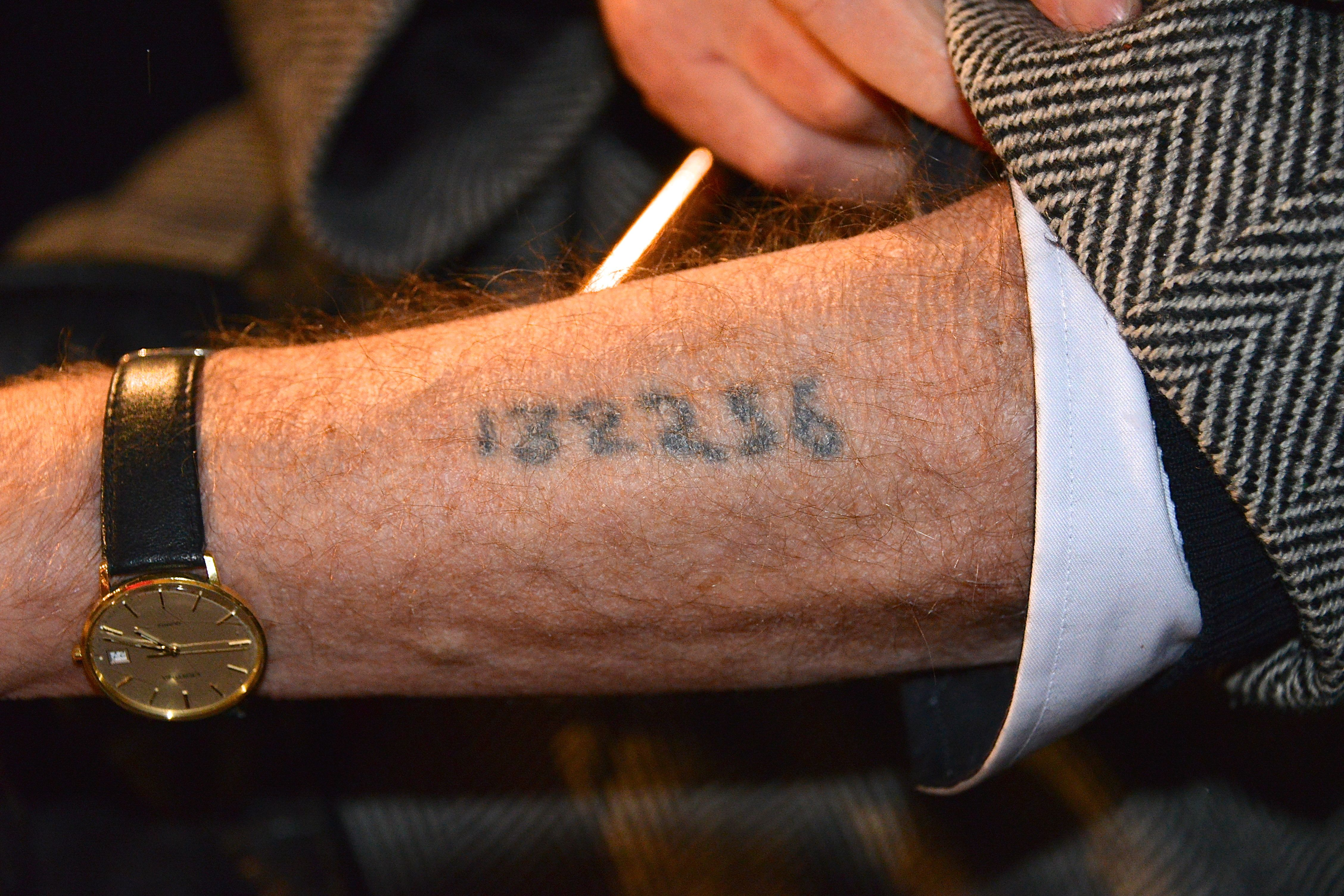
أحد الناجين من الهولوكوست يعرض وشم على ذراعه.

تم إجراء تحديد هوية السجناء في معسكرات الاعتقال الألمانية في الغالب بأرقام تعريف تحمل علامات على الملابس، أو في وقت لاحق، وشم على الجلد. تم تحديد أكثر تخصصًا مع شارات معسكر الاعتقال الألماني على الملابس وشريط على الذراع أيضًا.

## أعداد
تم تأسيس ممارسة للوشم على النزلاء بأرقام تعريف. في البداية، في أوشفيتز، تم خياطة أرقام المعسكر على الملابس؛ مع زيادة معدل الوفيات، أصبح من الصعب التعرف على الجثث، حيث تمت إزالة الملابس من الجثث. لذلك، بدأ الطاقم الطبي بكتابة الأرقام على الجثث بالحبر الذي لا يمحى. زادت الصعوبات في عام 1941 عندما جاء أسرى الحرب السوفيت وتم تطبيق الآلاف من الوشوم عليهم. وقد تم ذلك باستخدام ختم خاص بالأرقام المراد رسمها عن طريق استخدام إبر. تم وضع الوشم على الجزء العلوي الأيسر من الثدي. في مارس 1942، تم استخدام نفس الأسلوب في معسكر بيركيناو. [بحاجة لمصدر]

الاعتقاد الشائع بأن جميع معسكرات الاعتقال تضع الوشم على النزلاء غير صحيح. نتج هذا الاعتقاد الخاطئ من أن نزلاء معسكر أوشفيتز غالبًا ما يتم إرسالهم إلى معسكرات أخرى وتحريرهم من هناك. حتى لو حملت اجسادهم اوشاما فقد تم وشمها على اجسادهم في معسكر أوشفيتز. أجبرت الاعداد المتزايدة من الأسرى على وشمهم بإبرة واحدة على الساعد الأيسر. 

ID numbers
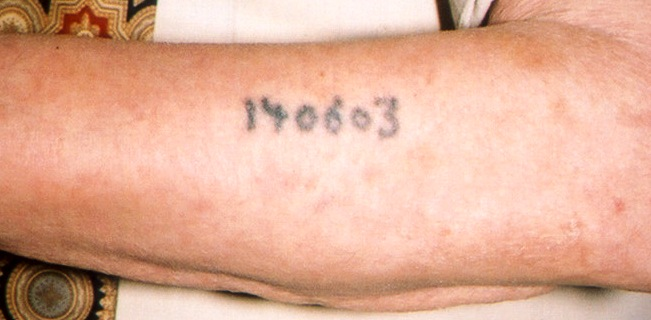
سام روزنزويج ، أحد الناجين من معسكر أوشفيتز ، يعرض وشم هويته.
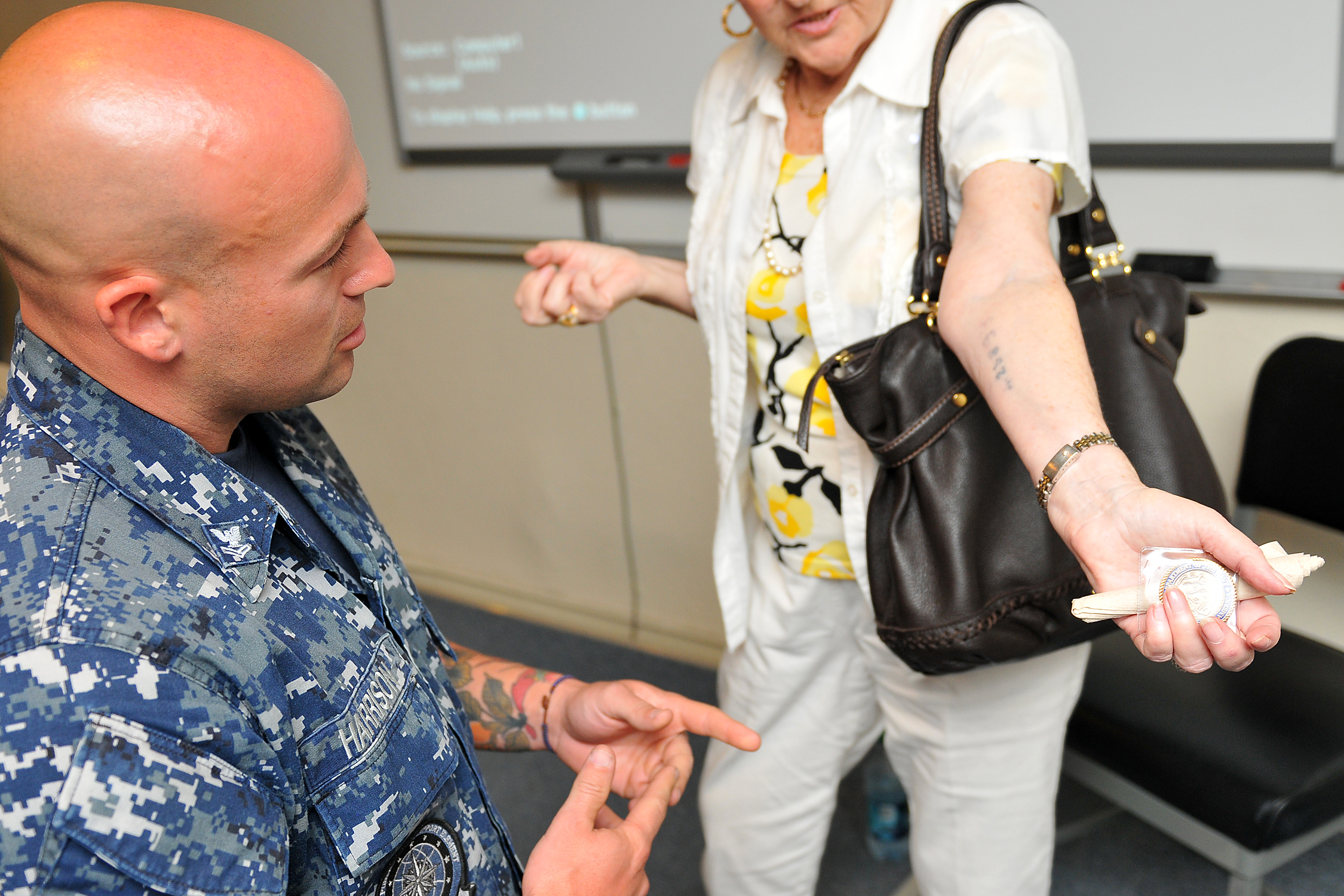
روز شندلر ، الناجية من الهولوكوست ، تعرض عددًا من الوشم على ذراعها لأحد جنود البحرية الأمريكية.
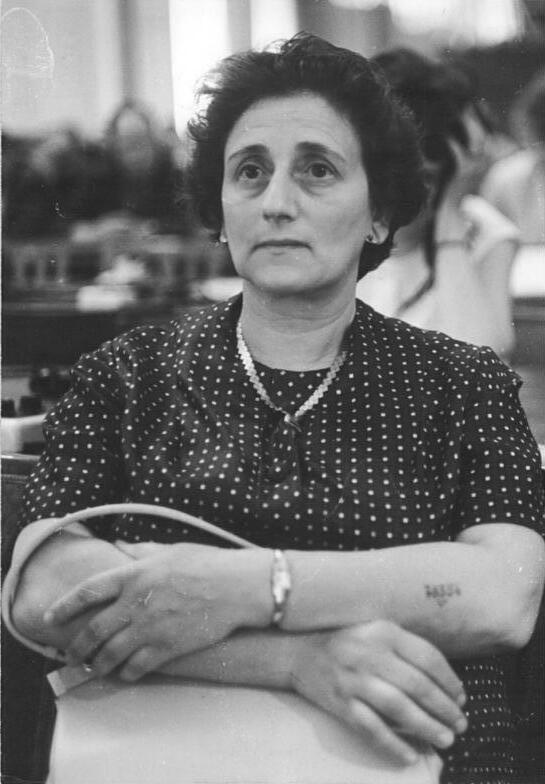
ارسم وشمًا على ذراع الناجين من المخيم (وفي هذه الصورة شاهد 1963 شاهد في قاعة المحكمة) إيفا فورث.
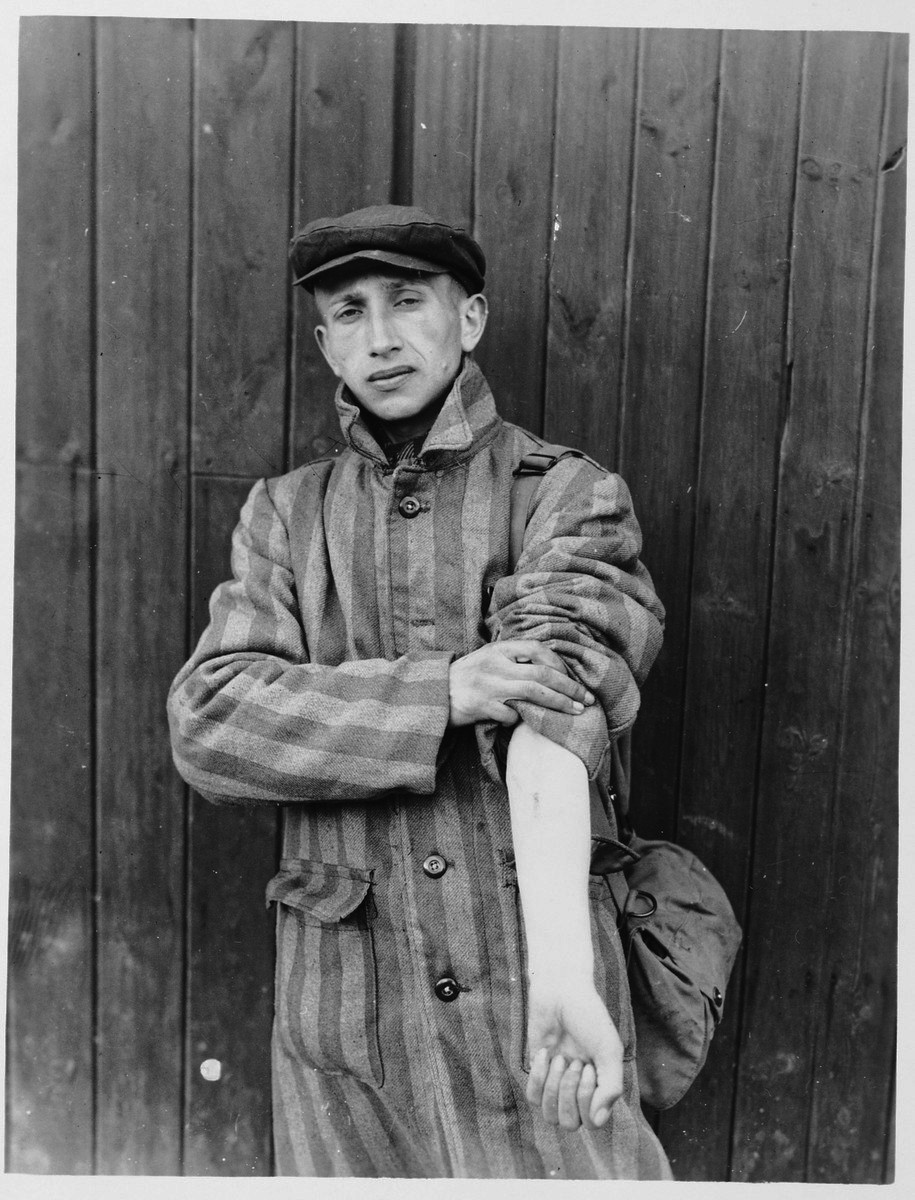
تم تحرير أحد الناجين من بوخنفالد المحرّر حديثًا وشم هويته.
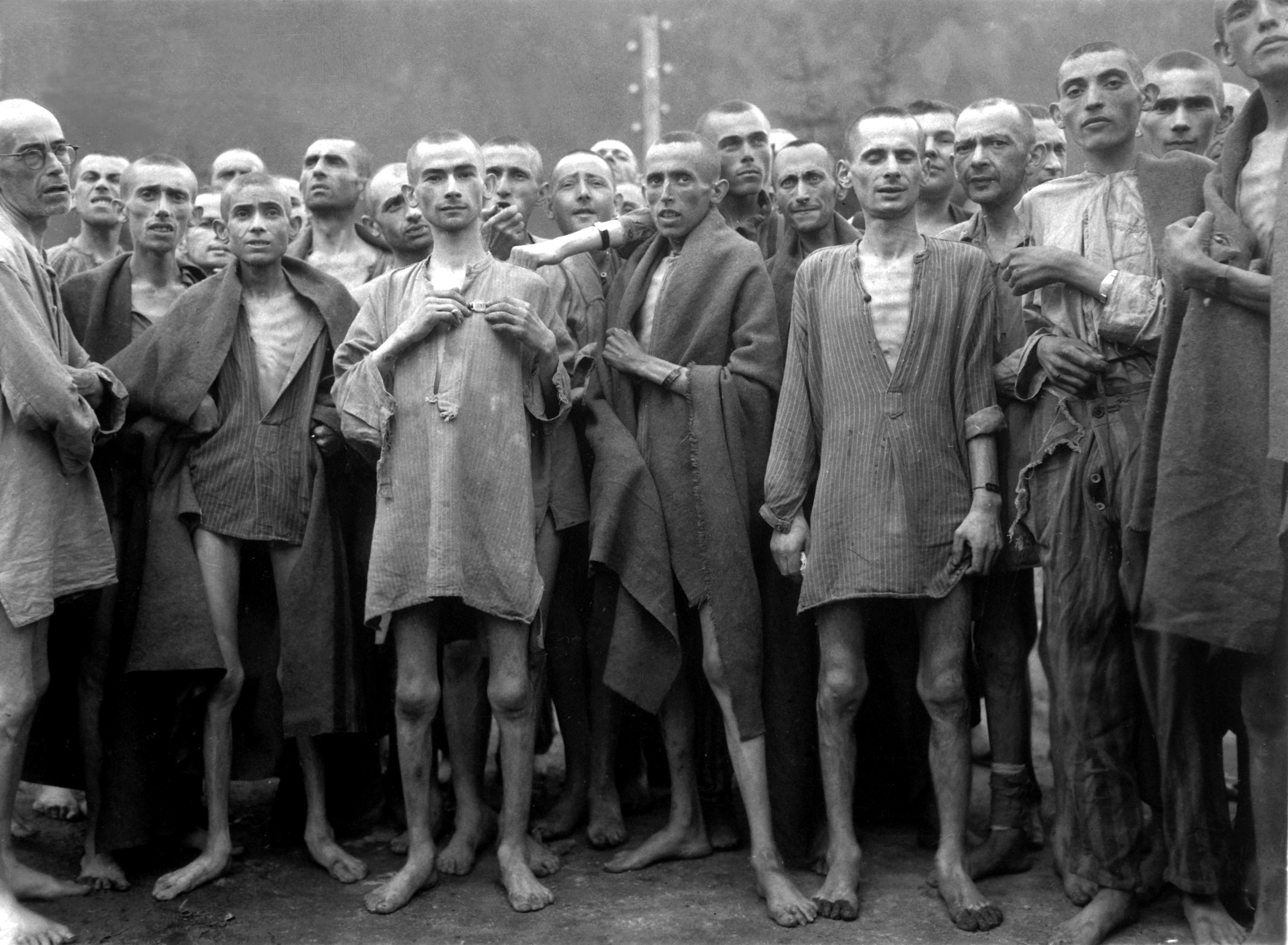
يرتدي الناجون من معسكرات الاعتقال في إيبنسي  [لغات أخرى]‏ المحررين (ويظهر بعضهم للكاميرا) علامات معدنية تحمل أرقام بطاقات الهوية على أساور أو قلادات الحبل.

## شعارات القماش
تم استخدام مثلثات مقلوبة ملونة في معسكرات الاعتقال في البلدان التي تحتلها ألمانيا لتحديد سبب وضع السجناء هناك. كانت المثلثات مصنوعة من القماش وخُيطت على ستر وقمصان الأسرى. هذه الشارات الإلزامية لها معان محددة يشار إليها باللون والشكل. تباين نظام الشارات إلى حد ما بين المخيمات. ساعدت هذه الشعارات الحراس في إسناد مهام للمحتجزين: على سبيل المثال، يمكن للحارس في لمحة أن يرى ما إذا كان شخص ما مجرمًا مدانًا (رقعة خضراء) وبالتالي من المحتمل أن يكون مزاجه "قاسيًا" مناسبًا للعمل ككابو. لا يتم عادة تعيين شخص يحمل علامة "مشتبه به في الهروب" لفرق العمل التي تعمل خارج سياج المخيم. يمكن استدعاء شخص يرتدي حرف F للمساعدة في ترجمة تعليمات الحراس المنطوقة إلى مجموعة من الوافدين الجدد القادمين من فرنسا. 

Some examples of ID cloth badges
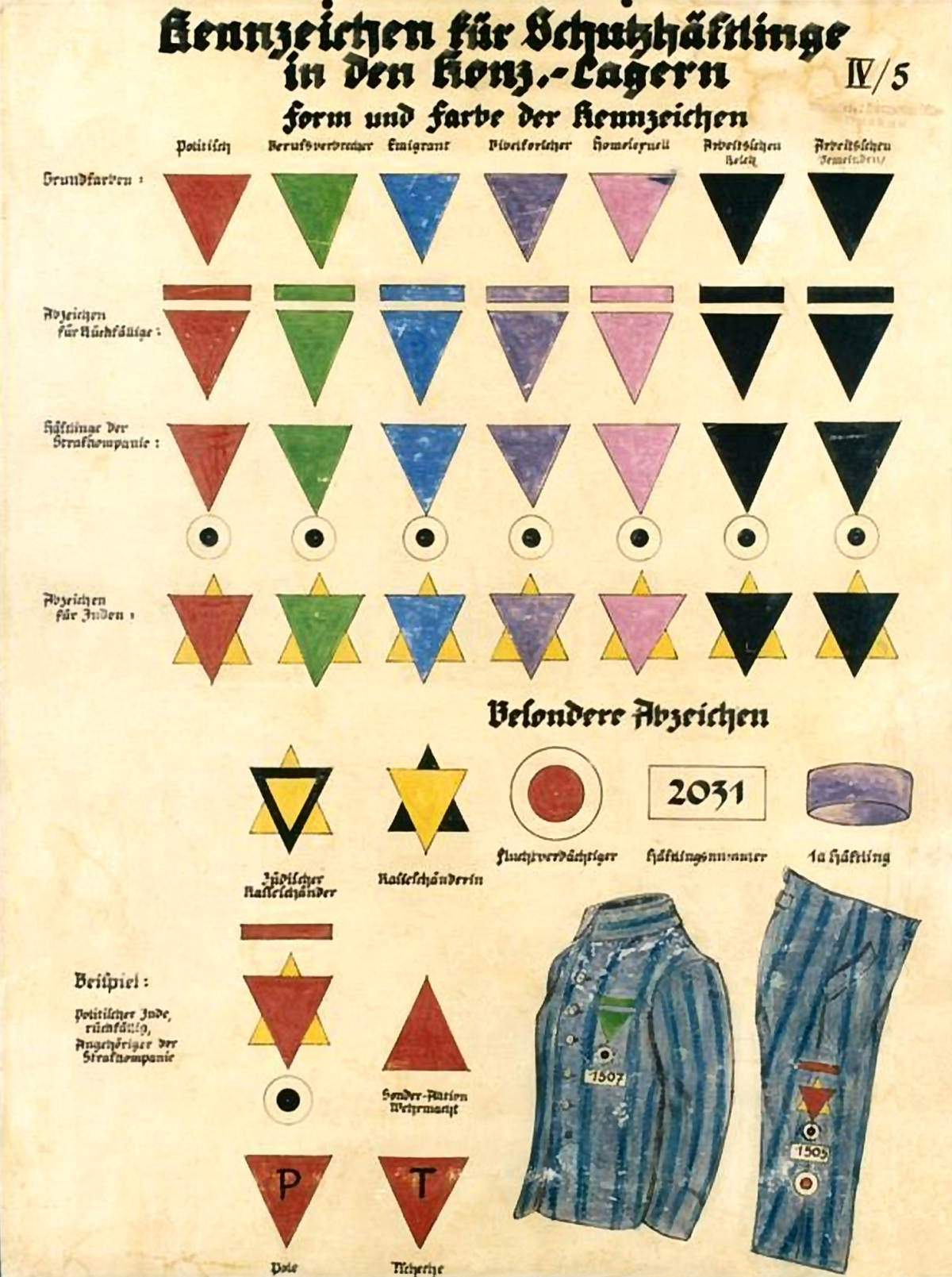
شعارات النازية من معسكر النازي في رسم توضيحي ألماني عام 1936.
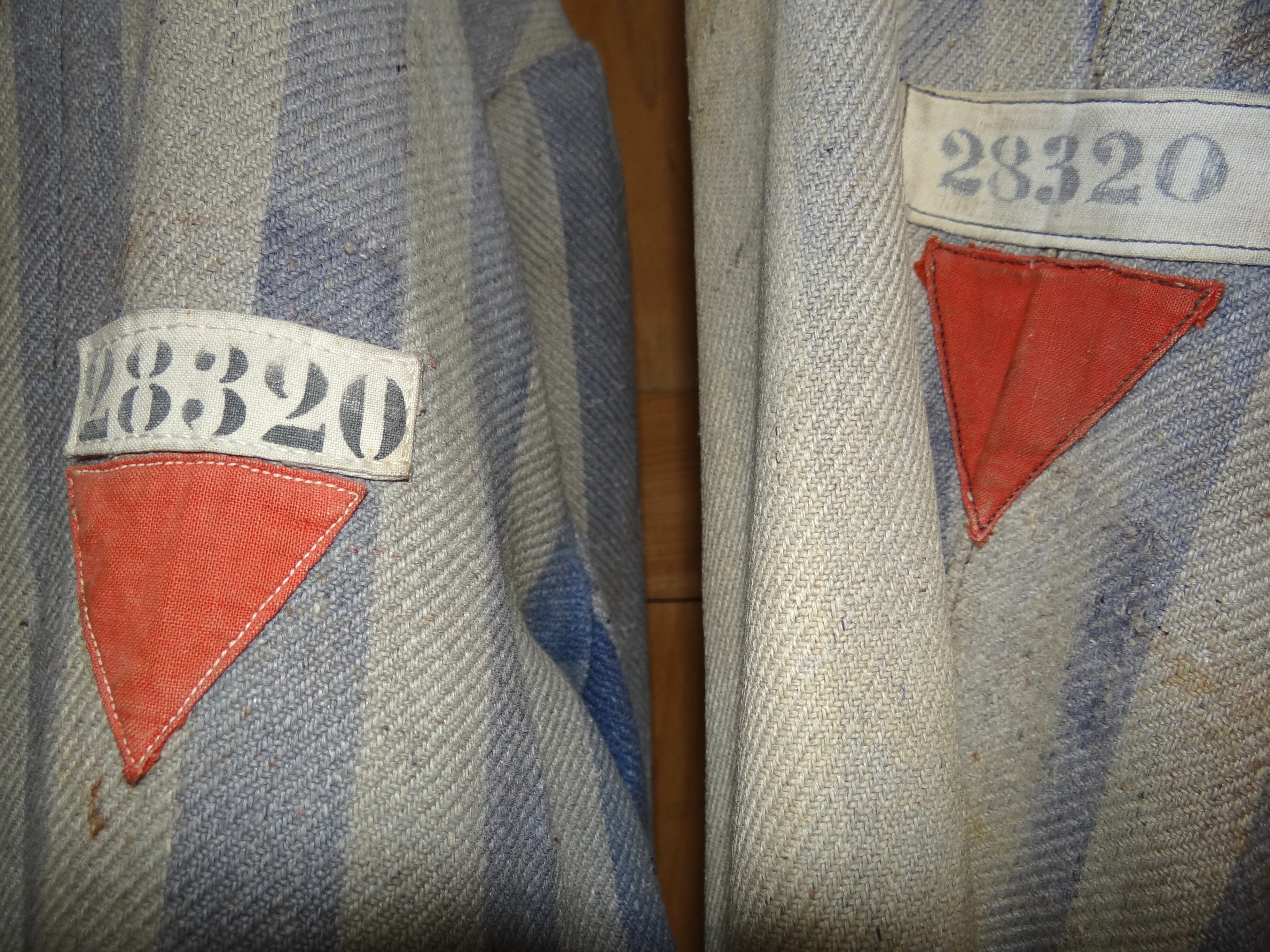
مثلث أحمر شعارات عدو سياسي على ملابس محتجز داخاو . شريط القماش الأبيض أعلاه يحمل رقم المعرف 28320. ^
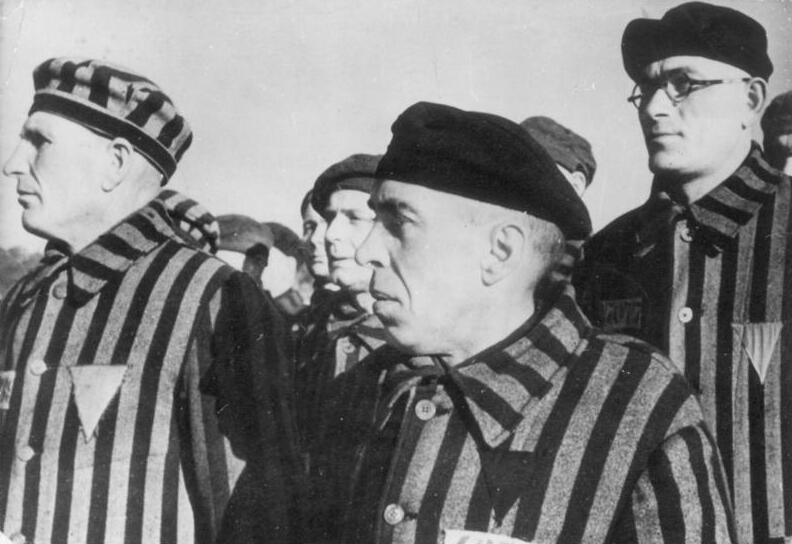
شارات أحادية المثلث بألوان مختلفة تظهر على محتجزين معسكر الاعتقال في ساكسنهاوزن .
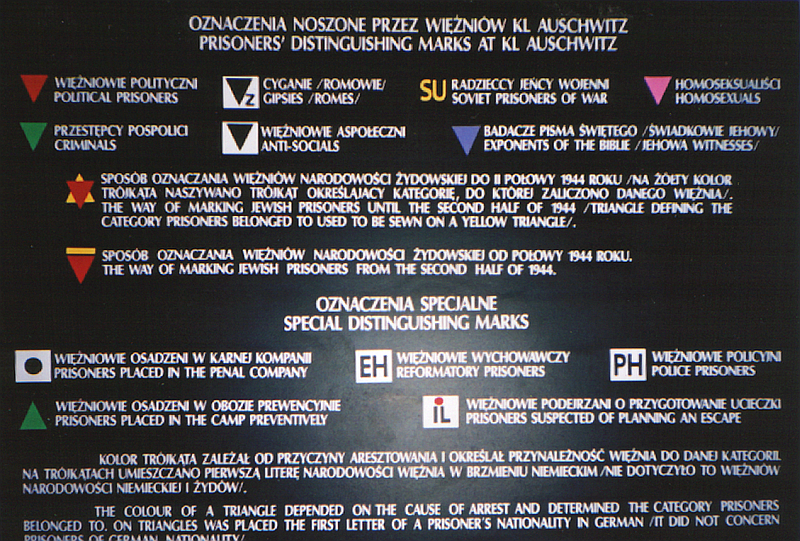
تظهر علامة المتحف الشعارات المميزة المستخدمة في أوشفيتز .
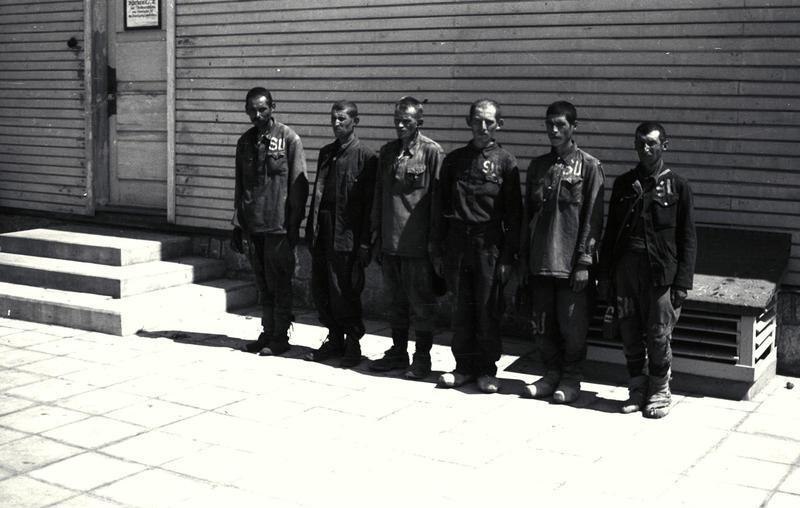
في ماوتهاوزن ، قام أسرى الحرب السوفيت بوضع رسومات على ملابسهم (على غرار مخطط العلامات في أوشفيتز في هذا المعرض).
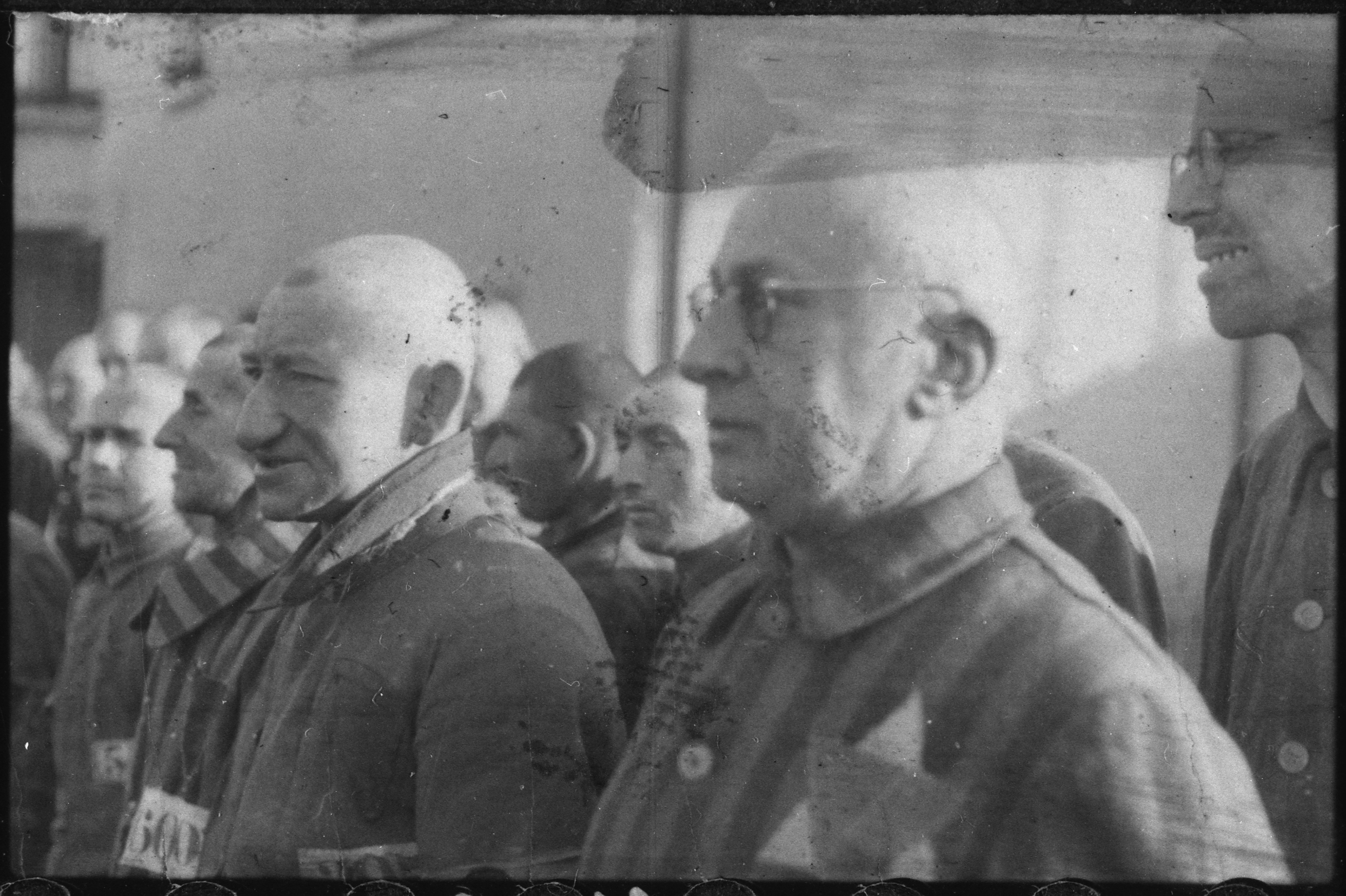
يرتدي محتجز زاكسنهاوزن مع النظارات في المقدمة شعار هوية بلونين مثلثين.
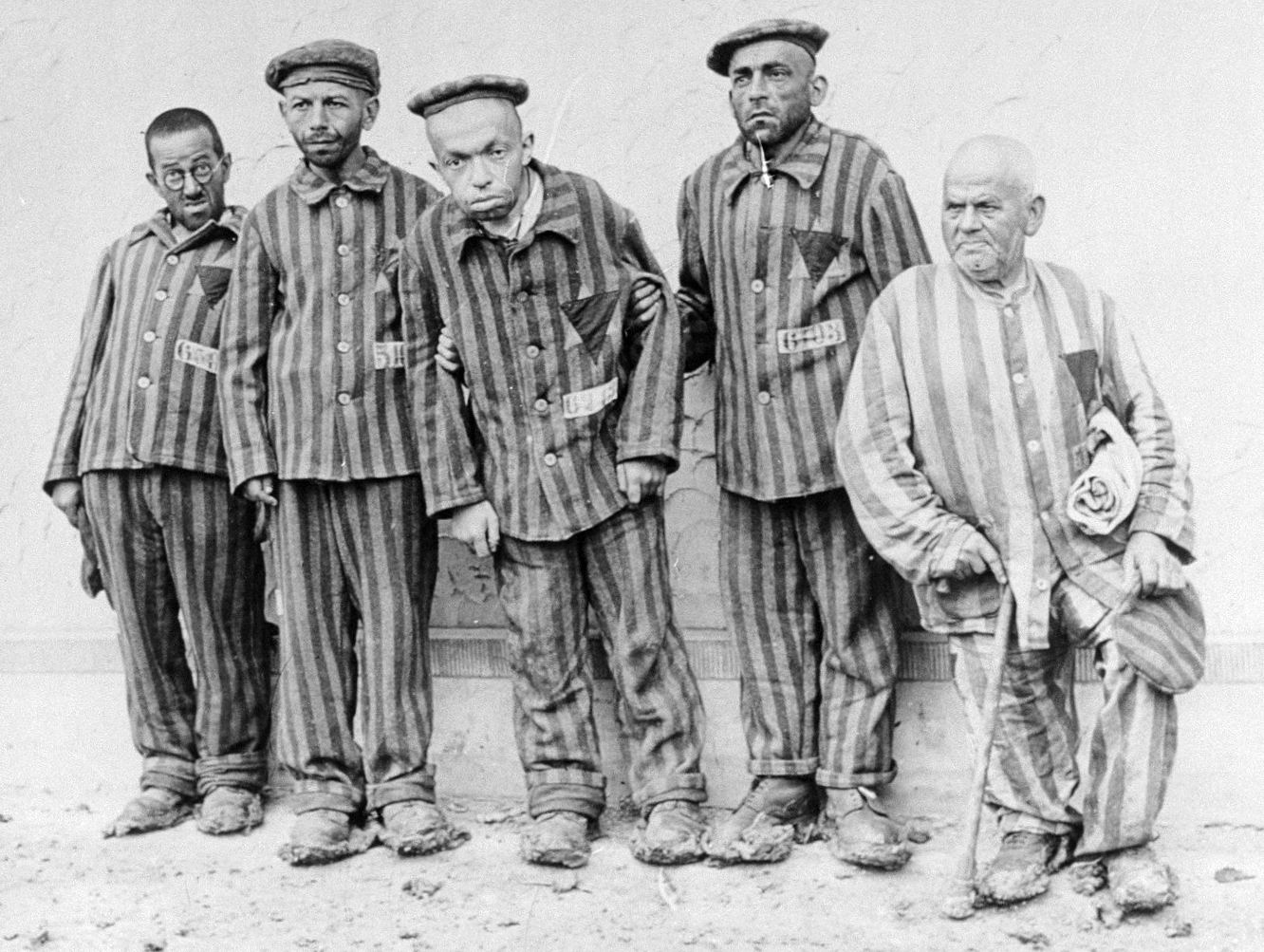
اليهود المعاقون ذوو شارات المثلث المزدوج: مثلث أسود على مثلث أصفر ، يعني "اليهود غير الاجتماعيين". بوخنفالد ، 1938.
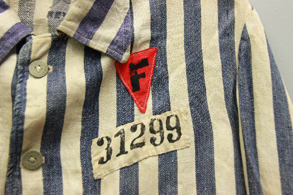
F (الفرنسية) على مثلث أحمر (عدو سياسي) ورقم التعريف 31299 على ملابس الدكتور بوخنفالد للدكتور جوزيف براو. ^
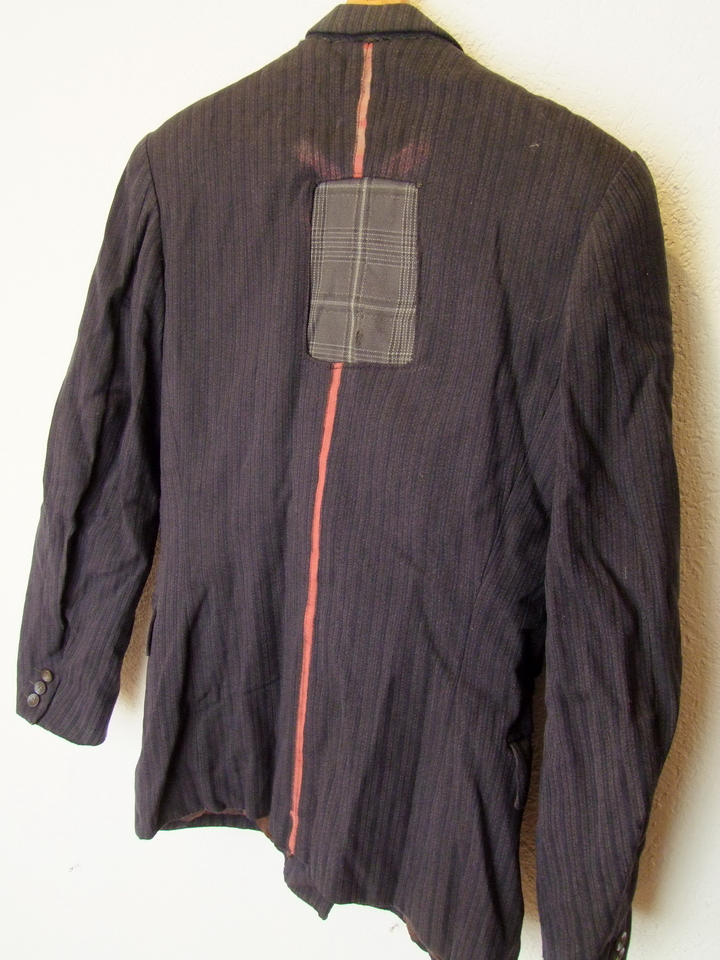
في بعض الأحيان، وحصلت على ظهورهم من الملابس على غرار المدنيين وX بمناسبة لجعل المصطنع الزي سجين—this بوخنفالد يظهر عينة آثارا لX (الذي كان نقيت بعد الخروج ثم تغطيتها مع أكثر من قصاصة القماش). ^
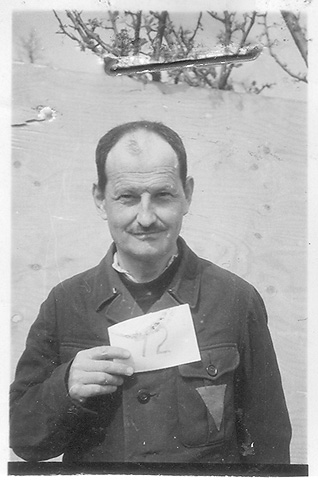
صورة الجيش الأمريكي بوخنفالد الناجين بينيديكت كاوتسكي، مثلث واحد مرئية على ملابسه .-->

## شريط على الذراع
تم استخدام شريط على الذراع داخل المخيمات لتحديد الكابو (شخص من السجناء يشرف عليهم من صفاته الإجرام والعدوانية)، يمكن وصفهم ك"شرطة" المعسكر (المحتجزين المكلفين بالحفاظ على النظام بين زملائهم المعتقلين)، وبعض قادة طاقم العمل. كما كانت شارات أربيلز مستخدمة بين المحتجزين الذين تم إرسالهم لأداء أعمال السخرة في المصانع خارج المخيمات. 

Some period examples of ID armbands
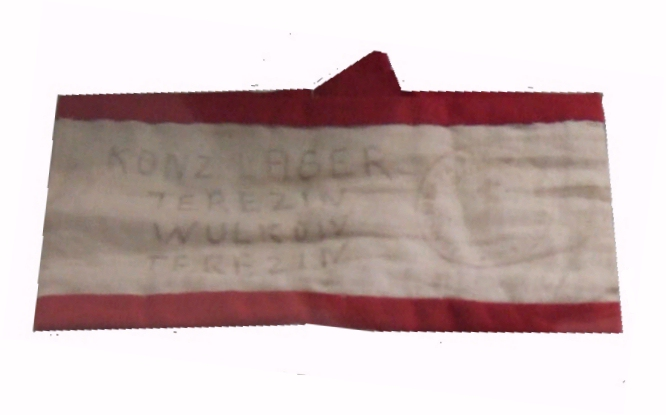
محتجز تيريزينشتات ، شارة الذراع إلس والدمان لاستخدامها أثناء التعيين في السخرة في مصنع خارج المخيم.
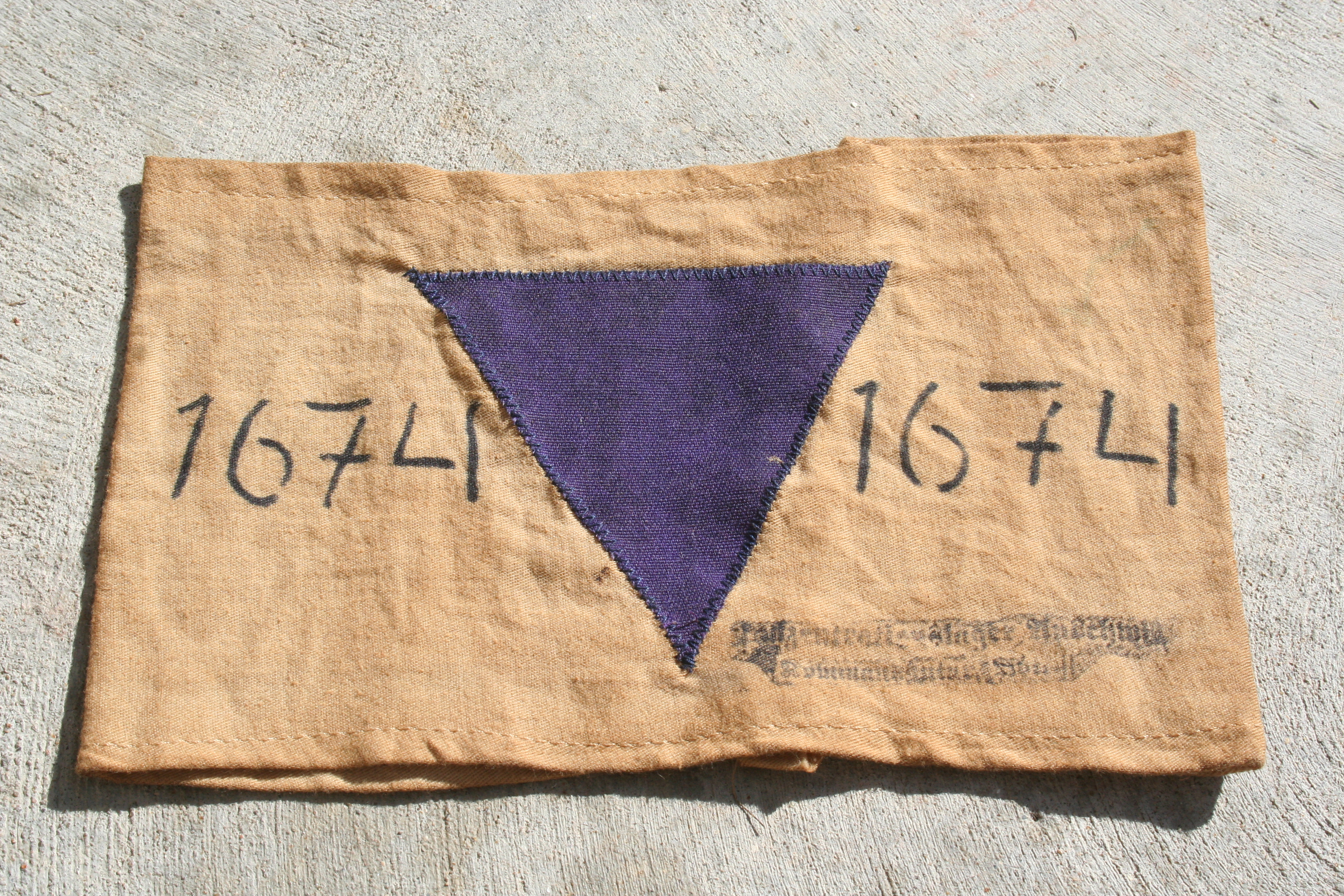
شارة فرقة العمل القسرية تحمل شعاراً من القماش تشير إلى محتجز شهود يهوه .
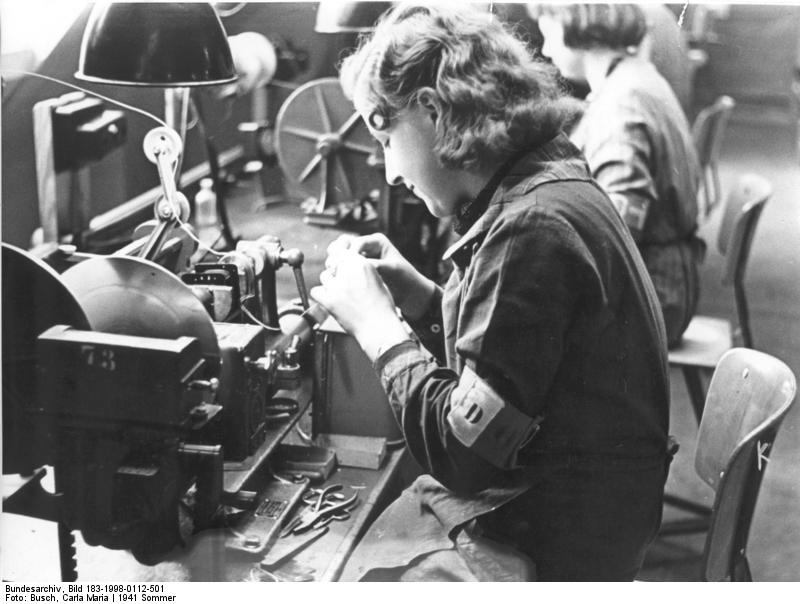
محتجز دنماركي يرتدي شارة D أثناء مهمة السخرة في المصنع خارج المخيم.
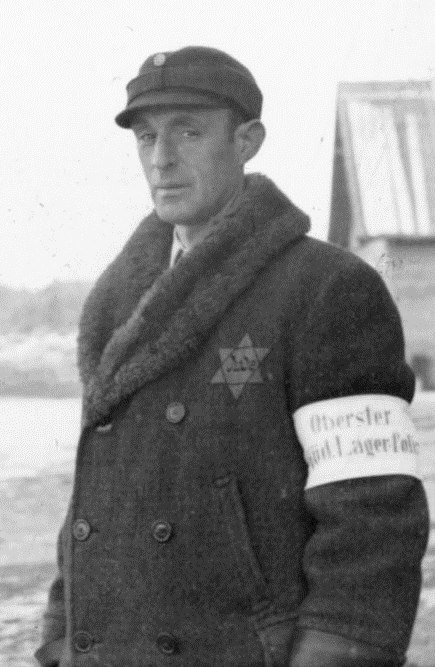
A كابو الزعيم في معسكر اعتقال سالاسبيلس  [لغات أخرى]‏ مع شارة Lagerpolizei (الشرطة المخيم).
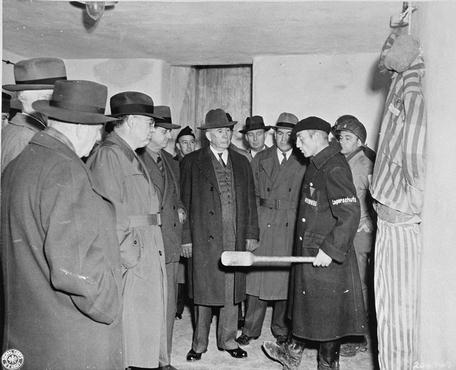
يوضح أحد الناجين من بوخنفالد للوفد الزائر بعض الأساليب الوحشية لحفظ النظام في المخيم ؛ كان يرتدي شارة القيادة Lagerdienst ("خدمة المعسكر" ، مساعد السجين من الحرس).
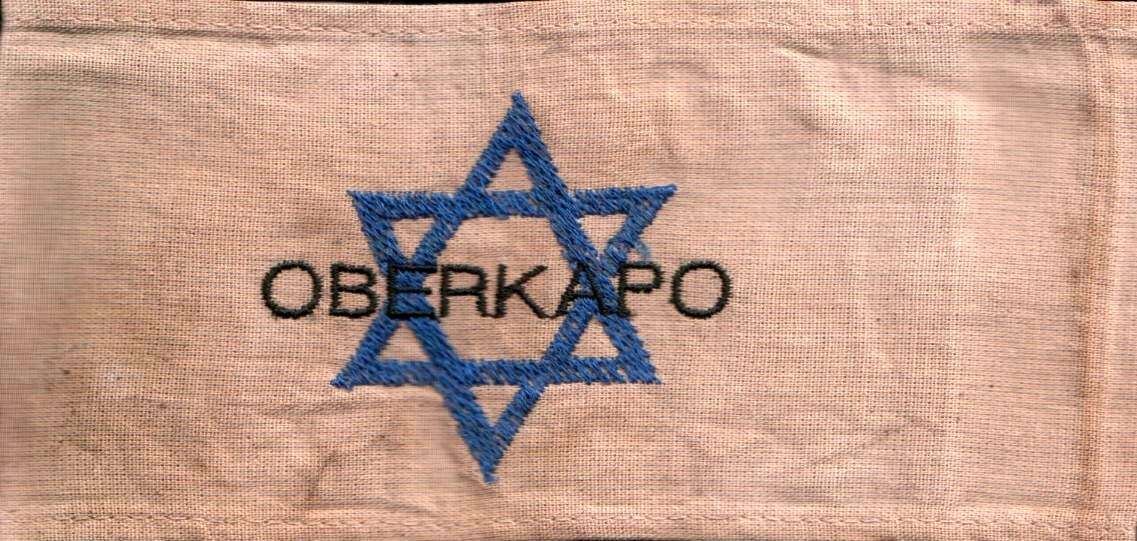
معرف شارة القيادة لقائد كابو .